# Höga myndigheten
Höga myndigheten var en överstatlig institution inom Europeiska kol- och stålgemenskapen som inrättades genom Parisfördraget den 23 juli 1952. Den hade långtgående befogenheter att fatta bindande beslut för medlemsstaterna inom kol- och stålfrågor och övervaka tillämpningen av fördraget om upprättandet av Europeiska kol- och stålgemenskapen.
Höga myndigheten var, tillsammans med kol- och stålgemenskapens domstol, den första europeiska överstatliga institutionen att inrättas med möjlighet att fatta bindande beslut för sina medlemsstater. Genom fusionsfördraget slogs den ihop med kommissionerna för Europeiska ekonomiska gemenskapen och Europeiska atomenergigemenskapen och uppgick i Europeiska gemenskapernas kommission den 1 juli 1967.